# Dekonstrukcija
Dekonstrukcija kao filozofska doktrina je sustav analize i kritike koja vodi ka razotkrivanju razlika između strukture i osnove značenja subjekta.  Dekonstrukcija se javlja u mnogim znanstvenim disciplinama a prvenstveno u lingvistici, književnosti, arhitekturi i umjetnosti.
Dekonstrukcija se prvi put pojavljuje u književnosti, a sustav je razvio francuski filozof Jacques Derrida u svojim dekonstrukcijskim analizama zapadnih filozofa.  U svojim analizama Derrida pokazuje kako se književno djelo ne može promatrati samo kao djelo jednog pisca nego kao rezultat konflikata unutar jedne kulturne sredine ili mišljenja.
Dekonstrucijska djela nastoje prikazati više mišljenja i značenja u jednom trenutku, koja su često u uzajamnom konfliktu i suprotnosti. Pri usporedbi dekonstrukcijskog i tradicionalnog djela mogu se primijetiti i otkriti koja mišljenja i suprotnosti su bila ignorirana u djelu nastalom tradicionalnom metodom stvaranja. Kod dekonstruiranja, tipično se u analizi pronalaze binarne suprotnosti (npr. muškost i ženskost, homoseksualnost i heteroseksualnost), te se nalaze mane takve binarne kategorizacije, i utvrđuje koliko su pojave označene u tom binaritetu stvarno izmiješane i koliko je nemoguće da se u potpunosti razdvoje.
Doktrinu dekonstrukcije je J. Derrida počeo graditi od kraja 1960-ih godina, da bi 1980-ih godina - u sklopu postmodernizma - ona postala svojevrsni trend u društvenim znanostima. Središnja pretpostavka dekonstrukcije jest, da cjelokupna književnost (uključivo znanstvenu) i filozofija Zapada počiva na metafizici prezentnosti, gdje su u riječima implicira dogmatski i spekulativni sadržaji koji - prema Derridi - ne mogu proći kritičku evaluaciju, iz razloga što svako vrijeme ima svoje dogme i svoje spekulacije. Kada se tekst podvrgne dovoljnoj analizi u potrazi za njegovim smislom, dolazimo zapravo do gubitka značenja (grč. aporia). Prema Derridi, nije od ovakvih poteškoća slobodan ni svakodnevni jezik, jer i on koristi jezik i značenja metafizike Zapada.
U knjizi Higher Superstition iz 1994. god. optužuju Gross i Levitt Derridu i njegove pobornike da su pokrenuli val ogorčenog polemiziranja i osporavanja svega, pri čemu Derrida dolazi u ironičnu poziciju da inzistira da neki tekstovi - osobito njegovi vlastiti - ipak imaju jedan posve određeni značaj: takav koji potvrđuje ispravnost njegovih teza. Pri tome opažaju da se filozofi rijetko uspijevaju okoristiti idejama koje predlaže Derrida, ali ih na jedan pomodni način naveliko koriste literarni kritičari; naposljetku nalaze da u svojim tekstovima one točke koje ne može objasniti popunjava Derrida "čistim blefiranjem" (eng. sheer bluff) i neutemeljenom pretencioznošću, koju nasljeduju i Derridini "klonovi" među ljevičarskim intelektulcima koji na neprincipijelan način dovode u pitanje smisao cjelokupne literature i znanosti Zapada.